# Wang Pin
Wang Pin (11 de dezembro de 1974) é uma jogadora de xadrez da China com diversas participações nas Olimpíadas de xadrez. Wang participou da edição de Manila (1992), Yerevan (1996), Elista (1998) e Bled (2002) tendo ajudado a equipe chinesa a conquistar duas medalhas de ouro (1998 e 2002), uma de prata (1996) e uma de bronze (1992). Individualmente, seu melhor resultado foi o sexto lugar em 1994 jogando no primeiro tabuleiro reserva. Participou também do Campeonato Mundial Feminino de Xadrez de 2001 no qual foi eliminada na primeira rodada por Elisabeth Pähtz e do Campeonato Mundial Feminino de Xadrez de 2004 na qual foi novamente eliminada por Pähtz.